# Кућа Милоша Дивца
Кућа Милоша Дивца је грађевина која је саграђена 1946. године на месту старе породичне куће спаљене током Другог светског рата. С обзиром да представља значајну историјску грађевину, проглашена је непокретним културним добром Републике Србије. Налази се у Дренови, под заштитом је Завода за заштиту споменика културе Краљево.

## Историја
Кућа Милоша Дивца представља типичан пример народног градитељства пријепољског краја. Саграђена је 1946. године на месту старе породичне куће спаљене током Другог светског рата, није познато да ли је саграђена на истим темељима. Удовица првог власника којег су убили на кућном прагу је сазидала уз помоћ рођака нову кућу по угледу на стару користећи материјале који су јој били доступни. Иако кућа није изузетних архитектонских карактеристика, њен историјски значај је изузетан јер је у њој 7. децембра 1941. одржана седница Политбироа ЦК КП Југославије на којој је донета одлука о формирању Прве пролетерске бригаде. Овај догађај је имао велики значај за даљи развој Народноослободилачке борбе. У централни регистар је уписана 28. јуна 1983. под бројем СК 514, а у регистар Завода за заштиту споменика културе Краљево 13. јуна 1983. под бројем СК 132.